# Mike Liambas
Michael "Mike" Liambas, född 16 februari 1989, är en kanadensisk professionell ishockeyforward alternativt ishockeyback som är kontrakterad till NHL-organisationen Minnesota Wild och spelar för deras primära samarbetspartner Iowa Wild i AHL.
Han har tidigare spelat på NHL-nivå för Anaheim Ducks och Nashville Predators, och på lägre nivåer för San Diego Gulls, Milwaukee Admirals, Rockford IceHogs i AHL, Cincinnati Cyclones och Orlando Solar Bears i ECHL, Bloomington Prairiethunder i IHL och Erie Otters i OHL.
Liambas blev aldrig draftad av någon NHL-organisation.
Han skrev som free agent på ett tvåårskontrakt värt 1,35 miljoner dollar med Minnesota Wild den 1 juli 2018.

## Statistik
| Källa: Utv = Utvisningsminuter Uppdaterad: 2018-08-05 | Källa: Utv = Utvisningsminuter Uppdaterad: 2018-08-05                                              | Källa: Utv = Utvisningsminuter Uppdaterad: 2018-08-05                                              | | Grundserie                                                                                         | Grundserie                                                                                         | Grundserie                                                                                         | Grundserie                                                                                         | Grundserie                                                                                         | | Slutspel                                                                                           | Slutspel                                                                                           | Slutspel                                                                                           | Slutspel                                                                                           | Slutspel                                                                                           |
| Säsong                                                | Lag                                                                                                | Liga                                                                                               | Matcher                                                                                            | Mål                                                                                                | Assists                                                                                            | Poäng                                                                                              | Utv                                                                                                | Matcher                                                                                            | Mål                                                                                                | Assists                                                                                            | Poäng                                                                                              | Utv                                                                                                | | |
| ----------------------------------------------------- | -------------------------------------------------------------------------------------------------- | -------------------------------------------------------------------------------------------------- | -------------------------------------------------------------------------------------------------- | -------------------------------------------------------------------------------------------------- | -------------------------------------------------------------------------------------------------- | -------------------------------------------------------------------------------------------------- | -------------------------------------------------------------------------------------------------- | -------------------------------------------------------------------------------------------------- | -------------------------------------------------------------------------------------------------- | -------------------------------------------------------------------------------------------------- | -------------------------------------------------------------------------------------------------- | -------------------------------------------------------------------------------------------------- | -------------------------------------------------------------------------------------------------- | -------------------------------------------------------------------------------------------------- |
| 2004–05                                               | St. Michael's Buzzers                                                                              | OPJHL                                                                                              | 5                                                                                                  | 1                                                                                                  | 0                                                                                                  | 1                                                                                                  | 16                                                                                                 | —                                                                                                  | —                                                                                                  | —                                                                                                  | —                                                                                                  | —                                                                                                  | | |
| 2005–06                                               | Det finns ingen tillgänglig information om vart han spelade eller om han ens spelade denna säsong. | Det finns ingen tillgänglig information om vart han spelade eller om han ens spelade denna säsong. | Det finns ingen tillgänglig information om vart han spelade eller om han ens spelade denna säsong. | Det finns ingen tillgänglig information om vart han spelade eller om han ens spelade denna säsong. | Det finns ingen tillgänglig information om vart han spelade eller om han ens spelade denna säsong. | Det finns ingen tillgänglig information om vart han spelade eller om han ens spelade denna säsong. | Det finns ingen tillgänglig information om vart han spelade eller om han ens spelade denna säsong. | Det finns ingen tillgänglig information om vart han spelade eller om han ens spelade denna säsong. | Det finns ingen tillgänglig information om vart han spelade eller om han ens spelade denna säsong. | Det finns ingen tillgänglig information om vart han spelade eller om han ens spelade denna säsong. | Det finns ingen tillgänglig information om vart han spelade eller om han ens spelade denna säsong. | Det finns ingen tillgänglig information om vart han spelade eller om han ens spelade denna säsong. | Det finns ingen tillgänglig information om vart han spelade eller om han ens spelade denna säsong. | Det finns ingen tillgänglig information om vart han spelade eller om han ens spelade denna säsong. |
| 2006–07                                               | Erie Otters                                                                                        | OHL                                                                                                | 55                                                                                                 | 4                                                                                                  | 1                                                                                                  | 5                                                                                                  | 169                                                                                                | —                                                                                                  | —                                                                                                  | —                                                                                                  | —                                                                                                  | —                                                                                                  | | |
| 2007–08                                               | Erie Otters                                                                                        | OHL                                                                                                | 60                                                                                                 | 0                                                                                                  | 5                                                                                                  | 5                                                                                                  | 169                                                                                                | —                                                                                                  | —                                                                                                  | —                                                                                                  | —                                                                                                  | —                                                                                                  | | |
| 2008–09                                               | Erie Otters                                                                                        | OHL                                                                                                | 5                                                                                                  | 1                                                                                                  | 0                                                                                                  | 1                                                                                                  | 2                                                                                                  | 5                                                                                                  | 0                                                                                                  | 0                                                                                                  | 0                                                                                                  | 6                                                                                                  | | |
|                                                       | Bloomington Prairiethunder                                                                         | IHL                                                                                                | 8                                                                                                  | 1                                                                                                  | 0                                                                                                  | 1                                                                                                  | 31                                                                                                 | —                                                                                                  | —                                                                                                  | —                                                                                                  | —                                                                                                  | —                                                                                                  | | |
| 2009–10                                               | Erie Otters                                                                                        | OHL                                                                                                | 4                                                                                                  | 0                                                                                                  | 2                                                                                                  | 2                                                                                                  | 17                                                                                                 | —                                                                                                  | —                                                                                                  | —                                                                                                  | —                                                                                                  | —                                                                                                  | | |
|                                                       | Bloomington Prairiethunder                                                                         | IHL                                                                                                | 17                                                                                                 | 0                                                                                                  | 3                                                                                                  | 3                                                                                                  | 115                                                                                                | —                                                                                                  | —                                                                                                  | —                                                                                                  | —                                                                                                  | —                                                                                                  | | |
| 2010–11                                               | UBC Thunderbirds                                                                                   | | 25                                                                                                 | 3                                                                                                  | 6                                                                                                  | 9                                                                                                  | 82                                                                                                 | —                                                                                                  | —                                                                                                  | —                                                                                                  | —                                                                                                  | —                                                                                                  | | |
|                                                       | Cincinnati Cyclones                                                                                | ECHL                                                                                               | 15                                                                                                 | 1                                                                                                  | 1                                                                                                  | 2                                                                                                  | 72                                                                                                 | 4                                                                                                  | 0                                                                                                  | 2                                                                                                  | 2                                                                                                  | 8                                                                                                  | | |
| 2011–12                                               | Cincinnati Cyclones                                                                                | ECHL                                                                                               | 39                                                                                                 | 0                                                                                                  | 9                                                                                                  | 9                                                                                                  | 160                                                                                                | —                                                                                                  | —                                                                                                  | —                                                                                                  | —                                                                                                  | —                                                                                                  | | |
| 2012–13                                               | Cincinnati Cyclones                                                                                | ECHL                                                                                               | 1                                                                                                  | 0                                                                                                  | 1                                                                                                  | 1                                                                                                  | 20                                                                                                 | —                                                                                                  | —                                                                                                  | —                                                                                                  | —                                                                                                  | —                                                                                                  | | |
|                                                       | Orlando Solar Bears                                                                                | ECHL                                                                                               | 32                                                                                                 | 2                                                                                                  | 7                                                                                                  | 9                                                                                                  | 151                                                                                                | —                                                                                                  | —                                                                                                  | —                                                                                                  | —                                                                                                  | —                                                                                                  | | |
|                                                       | Milwaukee Admirals                                                                                 | AHL                                                                                                | 27                                                                                                 | 1                                                                                                  | 0                                                                                                  | 1                                                                                                  | 74                                                                                                 | 2                                                                                                  | 0                                                                                                  | 1                                                                                                  | 1                                                                                                  | 32                                                                                                 | | |
| 2013–14                                               | Milwaukee Admirals                                                                                 | AHL                                                                                                | 60                                                                                                 | 3                                                                                                  | 5                                                                                                  | 8                                                                                                  | 267                                                                                                | 2                                                                                                  | 0                                                                                                  | 0                                                                                                  | 0                                                                                                  | 2                                                                                                  | | |
| 2014–15                                               | Milwaukee Admirals                                                                                 | AHL                                                                                                | 54                                                                                                 | 5                                                                                                  | 3                                                                                                  | 8                                                                                                  | 158                                                                                                | —                                                                                                  | —                                                                                                  | —                                                                                                  | —                                                                                                  | —                                                                                                  | | |
| 2015–16                                               | Rockford Icehogs                                                                                   | AHL                                                                                                | 44                                                                                                 | 1                                                                                                  | 1                                                                                                  | 2                                                                                                  | 188                                                                                                | 3                                                                                                  | 0                                                                                                  | 0                                                                                                  | 0                                                                                                  | 16                                                                                                 | | |
| 2016–17                                               | Nashville Predators                                                                                | NHL                                                                                                | 1                                                                                                  | 0                                                                                                  | 0                                                                                                  | 0                                                                                                  | 0                                                                                                  | —                                                                                                  | —                                                                                                  | —                                                                                                  | —                                                                                                  | —                                                                                                  | | |
|                                                       | Milwaukee Admirals                                                                                 | AHL                                                                                                | 72                                                                                                 | 3                                                                                                  | 8                                                                                                  | 11                                                                                                 | 149                                                                                                | 3                                                                                                  | 0                                                                                                  | 0                                                                                                  | 0                                                                                                  | 2                                                                                                  | | |
| 2017–18                                               | Anaheim Ducks                                                                                      | NHL                                                                                                | 7                                                                                                  | 0                                                                                                  | 1                                                                                                  | 1                                                                                                  | 0                                                                                                  | —                                                                                                  | —                                                                                                  | —                                                                                                  | —                                                                                                  | —                                                                                                  | | |
|                                                       | San Diego Gulls                                                                                    | AHL                                                                                                | 40                                                                                                 | 4                                                                                                  | 3                                                                                                  | 7                                                                                                  | 104                                                                                                | —                                                                                                  | —                                                                                                  | —                                                                                                  | —                                                                                                  | —                                                                                                  | | |
| 2018–19                                               | Iowa Wild                                                                                          | AHL                                                                                                | —                                                                                                  | —                                                                                                  | —                                                                                                  | —                                                                                                  | —                                                                                                  | —                                                                                                  | —                                                                                                  | —                                                                                                  | —                                                                                                  | —                                                                                                  | | |
| NHL totalt                                            | NHL totalt                                                                                         | NHL totalt                                                                                         | 8                                                                                                  | 0                                                                                                  | 1                                                                                                  | 1                                                                                                  | 0                                                                                                  | —                                                                                                  | —                                                                                                  | —                                                                                                  | —                                                                                                  | —                                                                                                  | | |
| AHL totalt                                            | AHL totalt                                                                                         | AHL totalt                                                                                         | 297                                                                                                | 17                                                                                                 | 20                                                                                                 | 37                                                                                                 | 940                                                                                                | 10                                                                                                 | 0                                                                                                  | 1                                                                                                  | 1                                                                                                  | 52                                                                                                 | | |
| ECHL totalt                                           | ECHL totalt                                                                                        | ECHL totalt                                                                                        | 87                                                                                                 | 3                                                                                                  | 18                                                                                                 | 21                                                                                                 | 403                                                                                                | 4                                                                                                  | 0                                                                                                  | 2                                                                                                  | 2                                                                                                  | 8                                                                                                  | | |
| IHL totalt                                            | IHL totalt                                                                                         | IHL totalt                                                                                         | 25                                                                                                 | 1                                                                                                  | 3                                                                                                  | 4                                                                                                  | 146                                                                                                | —                                                                                                  | —                                                                                                  | —                                                                                                  | —                                                                                                  | —                                                                                                  | | |
| OHL totalt                                            | OHL totalt                                                                                         | OHL totalt                                                                                         | 124                                                                                                | 5                                                                                                  | 8                                                                                                  | 13                                                                                                 | 357                                                                                                | 5                                                                                                  | 0                                                                                                  | 0                                                                                                  | 0                                                                                                  | 6                                                                                                  | | |